# トリプル捜査線
『トリプル捜査線』（トリプルそうさせん）は、1973年に、フジテレビ系列で放送されていた刑事ドラマである。

## 概要
同じ刑事である双子の兄弟と、同居している元スケバンの婦警の3人が織り成す人間模様を、東京の下町を舞台として描く。主人公の大山一郎・二郎の兄弟は双生児であることをフルに利用して犯人とその一味を混乱させて事件の核心に迫っていくという流れのストーリー。なお、一郎と二郎二人一組でのアクションシーンをする時の策として、一般公募で主演の大和田伸也のそっくりさんとして小島茂が選ばれ、大和田と同時にアクションをする時に起用された。　
スケバンの星川花子は、野宿しようとしたところで死体遺棄現場を目撃、花子はその犯人に気付かれたことで犯人たちに命を狙われるようになり、刑事の大山一郎・二郎兄弟のアパートに保護される。無事事件は解決され、花子は一郎と二郎の手助けをしているうちに婦警になりたいと懇願する。

## 放送時間
毎週月曜日 20：00 - 20：56

## 放送期間
1973年7月9日 - 9月24日（全12話）

## 出演
- 大山一郎/二郎：大和田伸也
- 星川花子：ビーバー
- 夏木：川津祐介
- 伴野三平：長門勇
- 水木：草刈正雄
- 佐々木警部：黒沢年男
- 大門正明
- 野川由美子

## スタッフ
- 企画：
- プロデューサー：
- 脚本：山浦弘靖、石松愛弘、白坂依志夫、工藤裕弘、下飯坂菊馬、加瀬高之
- 音楽：渡辺岳夫
- 監督：瀬川昌治、土井茂、富本壮吉、国原俊明、井上昭、井上芳夫、田中重雄
- 製作協力：
- 制作：フジテレビ、大映テレビ

## 主題歌
- 大塚たけし『風は知らない』（作詞：山口あかり、作曲：平尾昌晃、編曲：竜崎孝路　ワーナー・パイオニア）
  - 挿入歌：大塚たけし『愛は燃えつきて』（作詞：山上路夫、作曲・編曲：クニ河内）

## サブタイトル
※カッコ内は役名
| 回数 | 放送日        | サブタイトル                 | 脚本       | 監督     | ゲスト |
| ---- | ------------- | ---------------------------- | ---------- | -------- | --- |
| 1    | 1973年 7月9日 | ポンコツ車の中で死美人       | 山浦弘靖   | 瀬川昌治 | 宍戸錠、久富惟晴 |
| 2    | 7月16日       | 恐怖の盆踊り殺人事件         | 山浦弘靖   | 土井茂   | 森本レオ（清司）、水原真記（亜紀）、あのねのね（学生）                                                                                  |
| 3    | 7月23日       | パンダにさらわれた少年       | 石松愛弘   | 富本壮吉 | 長谷川哲夫（岡島）、葉山葉子（君子）、山下雄大（岡島勉）、小池栄（谷田）、 此島愛子（清美）、渥美国泰（支店長）                         |
| 4    | 7月30日       | 怪談・結婚の夜に花嫁が消える | 山浦弘靖   | 国原俊明 | 河原崎建三（忠、幸治 ※二役）、大塚道子（由江）、和田恵利子（圭子）                                                                      |
| 5    | 8月6日        | 人気歌手・ギャング団の襲撃   | 白坂依志夫 | 井上昭   | 奈美悦子（玲子）、矢野間啓二（六雄）、伊藤高（勉）、林ゆたか（明）、 幾野道子（さわ）、山内正子（まり子）、大泉滉（西村）               |
| 6    | 8月13日       | 夏休みに誘拐された少女       | 工藤裕弘   | 土井茂   | 吉行和子（時子）、田代真由美（真弓）、浦辺粂子（波）、 和崎俊哉（景浦正）、柴田昌宏（江堀卓次）、荒砂ゆき（由美）、深沢英子（可南子）   |
| 7    | 8月20日       | 必殺花火ダイナミック作戦     |            | 瀬川昌治 | 小松方正（足立長之助）、曽我町子（足立房江）、池田弘美（足立ユリ子）、太宰久雄（丸井八太郎）、 茶川一郎（花火屋清吉）、蟹江敬三         |
| 8    | 8月27日       | 赤ん坊に会いに来る殺人者     | 下飯坂菊馬 | 瀬川昌治 | 尾藤イサオ、笈田敏子、酒井修、今井健二、 北林早苗、上野山功一                                                                           |
| 9    | 9月3日        | 結婚式から誘拐された花嫁     | 石松愛弘   | 土井茂   | 川口恒（浩二）、珠めぐみ（順子）、木村元（小山）、 藤木敬士（石田）、江角英明（栄市）                                                   |
| 10   | 9月10日       | 復讐鬼・白昼の大脱走         | 工藤裕弘   | 井上芳夫 | 中尾彬（白石敏彦）、中川加奈（可奈子）、宗田政美（新子）、大門正明（池田刑事）                                                          |
| 11   | 9月17日       | 予告爆弾魔の挑戦             | 加瀬高之   | 田中重雄 | 鈴木瑞穂（早見社長）、光川環世（ゆかり）、北島マヤ（沢田典子）、桜井浩子（山下由紀江）、 会田由来（林崎由美子）、小林トシエ（金子令子） |
| 12   | 9月24日       | 宝石泥棒に追いつ追われつ     |            | 土井茂   | 木の実ナナ（木谷英子、木谷京子 ※二役）、津川雅彦（源次）、田武謙三（周三）、 瞳麗子（花村ユリ）、西本裕行（宝石店支配人）               |